# Volleyball-Südamerikameisterschaft der Männer 1956
Die Volleyball-Südamerikameisterschaft der Männer 1956 (spanisch Campeonato Sudamericano Masculino de Voleibol de 1956) fand vom 21. bis 30. April 1956 in der uruguayischen Hauptstadt Montevideo statt. Die zweite Austragung der Südamerikameisterschaft gewann erneut Brasilien vor den Nationalmannschaften des Gastgebers Uruguay und Paraguay. Die Meisterschaft wurde im Modus Jeder gegen Jeden ausgetragen.

## Spielplan
| Datum      | Mannschaft 1 | Sätze | Mannschaft 2 | Satz 1 | Satz 2 | Satz 3 | Satz 4 |
| ---------- | ------------ | ----- | ------------ | ------ | ------ | ------ | ------ |
|            | Brasilien    | 3: A  | Paraguay     |        |        |        |        |
|            | Brasilien    | 3: A  | Peru         |        |        |        |        |
|            | Brasilien    | 3: A  | Chile        |        |        |        |        |
|            | Uruguay      | 3: A  | Paraguay     |        |        |        |        |
|            | Uruguay      | 3: A  | Peru         |        |        |        |        |
|            | Uruguay      | 3: A  | Chile        |        |        |        |        |
|            | Paraguay     | 3: A  | Peru         |        |        |        |        |
|            | Peru         | 3: A  | Chile        |        |        |        |        |
| 30.04.1956 | Paraguay     | 3:0   | Chile        | 15–6   | 15–13  | 15–12  |        |
| 30.04.1956 | Brasilien    | 3:1   | Uruguay      | 15–11  | 10–15  | 15–13  | 15–11  |

## Abschlusstabelle
| Platz | Mannschaft | S | N | BPQ B | Sätze |
| ----- | ---------- | - | - | ----- | ----- |
| 1.    | Brasilien  | 4 | 0 |       | 12:1  |
| 2.    | Uruguay    | 3 | 1 |       | 10:3  |
| 3.    | Paraguay   | 2 | 2 |       | 6:6   |
| 4.    | Peru       | 1 | 3 |       | 3:9   |
| 5.    | Chile      | 0 | 4 |       | 0:12  |